# لوحة جدارية

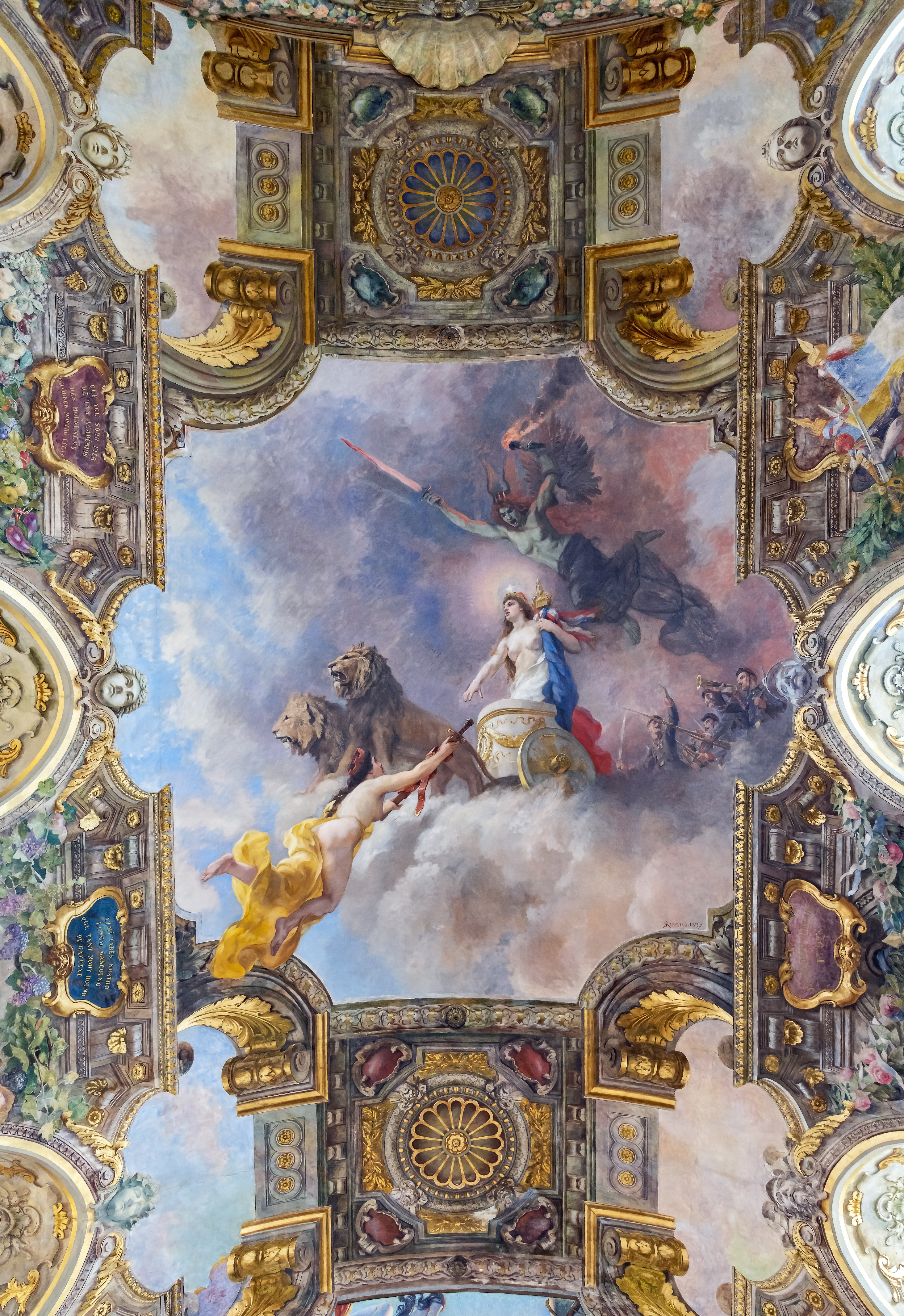
لوحة جدارية بريشة الفنان جان أندريه ريكسنز. قاعة المصورين، لو كابيتول، تولوز، فرنسا.

الجدارية أو اللوحة الجدارية، هو شكل من أشكال الأعمال الفنية الرسومية التي تُرسم أو تُلصق مباشرة على الحائط أو السقف أو أي سطح ثابت آخر. تشمل التقنيات الجدارية المختلفة اللوحات الجدارية والفسيفساء والكتابة على الجدران والماروفلاج.

## التأثيل
كلمة (mural) أي جدارية هي صفة إسبانية تستخدم للإشارة إلى ما يعلق على الحائط. وبمرور الوقت تطورت إلى اسم. بدأ استخدام كلمة جدارية في في الفن بداية القرن العشرين.
في عام 1906، أصدر الدكتور جيراردو موريلو كورونادو [الإنجليزية] بيانًا يدعو فيه إلى تطوير حركة فنية عامة ضخمة في المكسيك؛ أطلق عليها اسم جدارية البنتورا بالإسبانية (بالإنجليزية: Wall Painting).
مُنح في العصر الروماني القديم تاجُ جدارية لأول مقاتل ينجح في تسلق سور مدينة محاصرة. كلمة "mural" مشتقة من الكلمة اللاتينية muralis، والتي تعني "لوحة الحائط". ترتبط هذه الكلمة بـكلمة murus التي تعني "الجدار".